# Ленчишки окръг
 Ленчишки окръг (на полски: Powiat łęczycki) е окръг в Централна Полша, Лодзко войводство. Заема площ от 772,75 км2. Административен център е град Ленчица.

## География
Окръгът се намира в историческия регион Великополша. Разположен е в северозападната част на войводството.

## Население
Населението на окръга възлиза на 52 329 души (2012 г.). Гъстотата е 68 души/км2.

## Административно деление
Административно окръгът е разделен на 8 общини.
Градска община:
- Ленчица

Селски общини:
- Община Витоня
- Община Гора Швентей Малгожати
- Община Грабов
- Община Дашина
- Община Ленчица
- Община Пьонтек
- Община Швинице Варцке

## Фотогалерия
- Ленчица
- Гора Швентей Малгожати
- Пьонтек